# Karnawał w Aalst

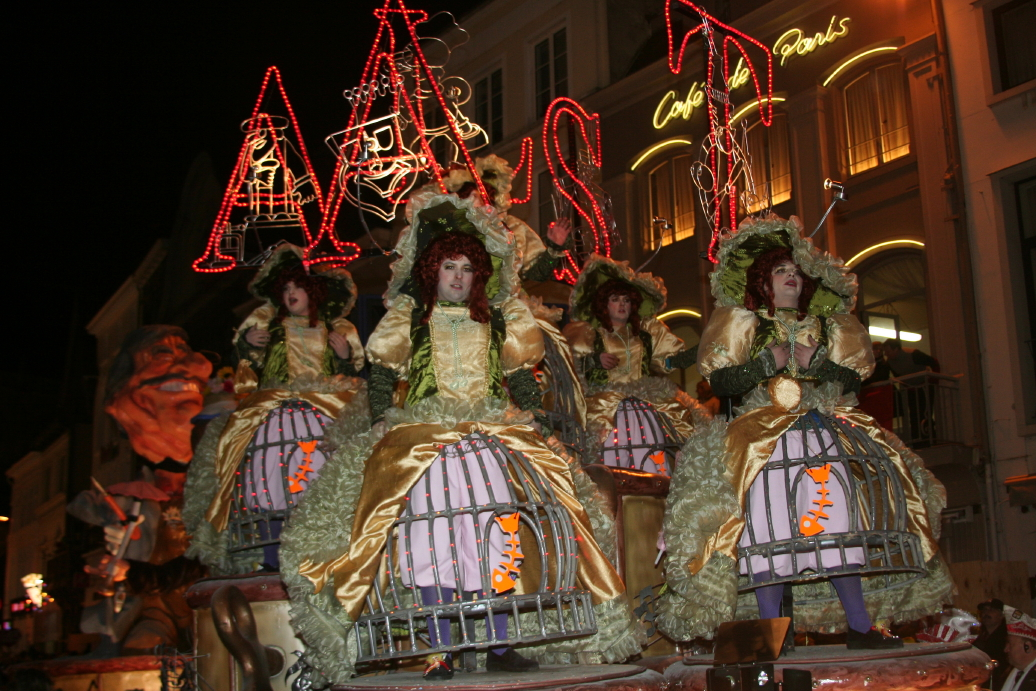
Karnawał w Aalst, 2007

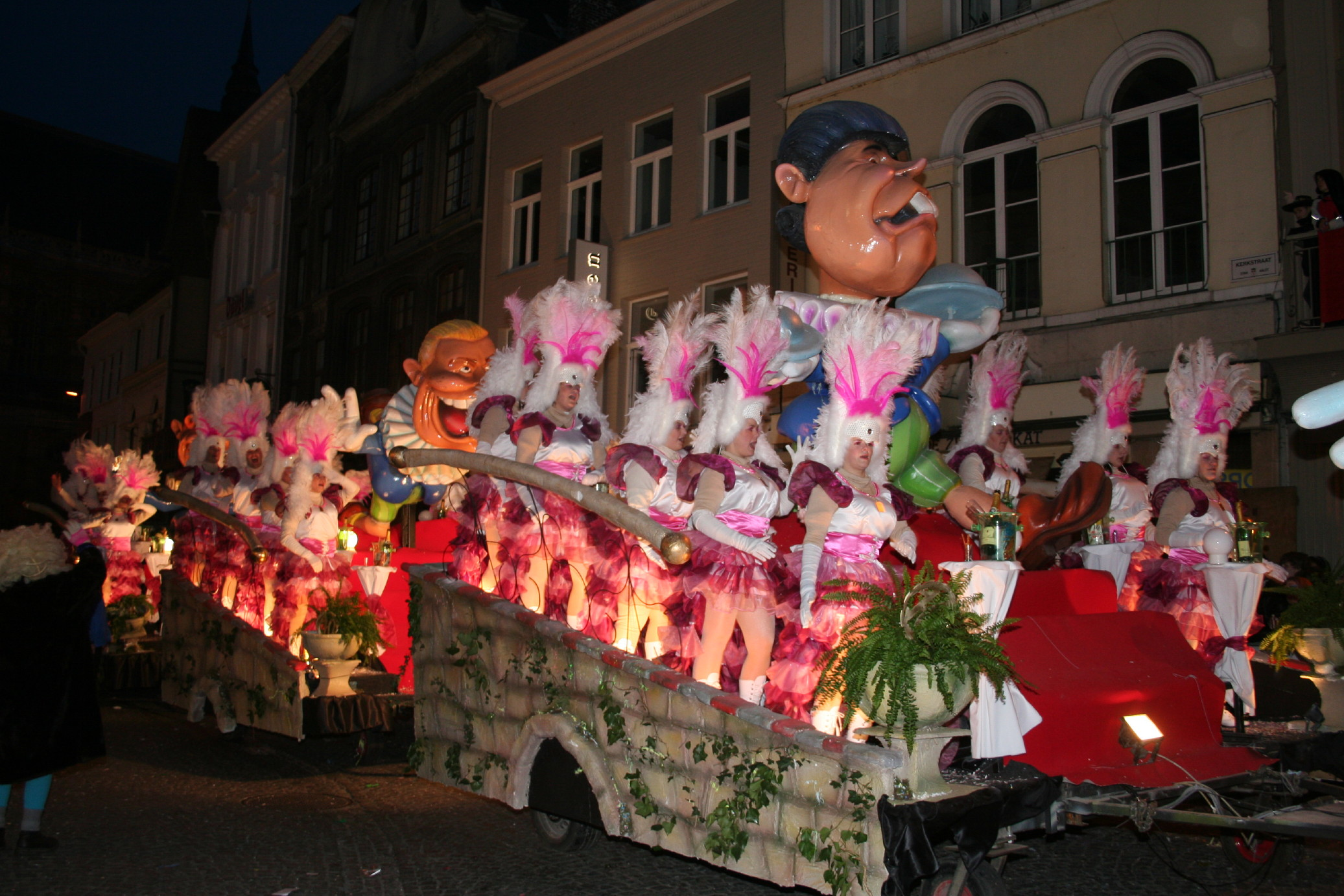
Karnawał w Aalst, 2008

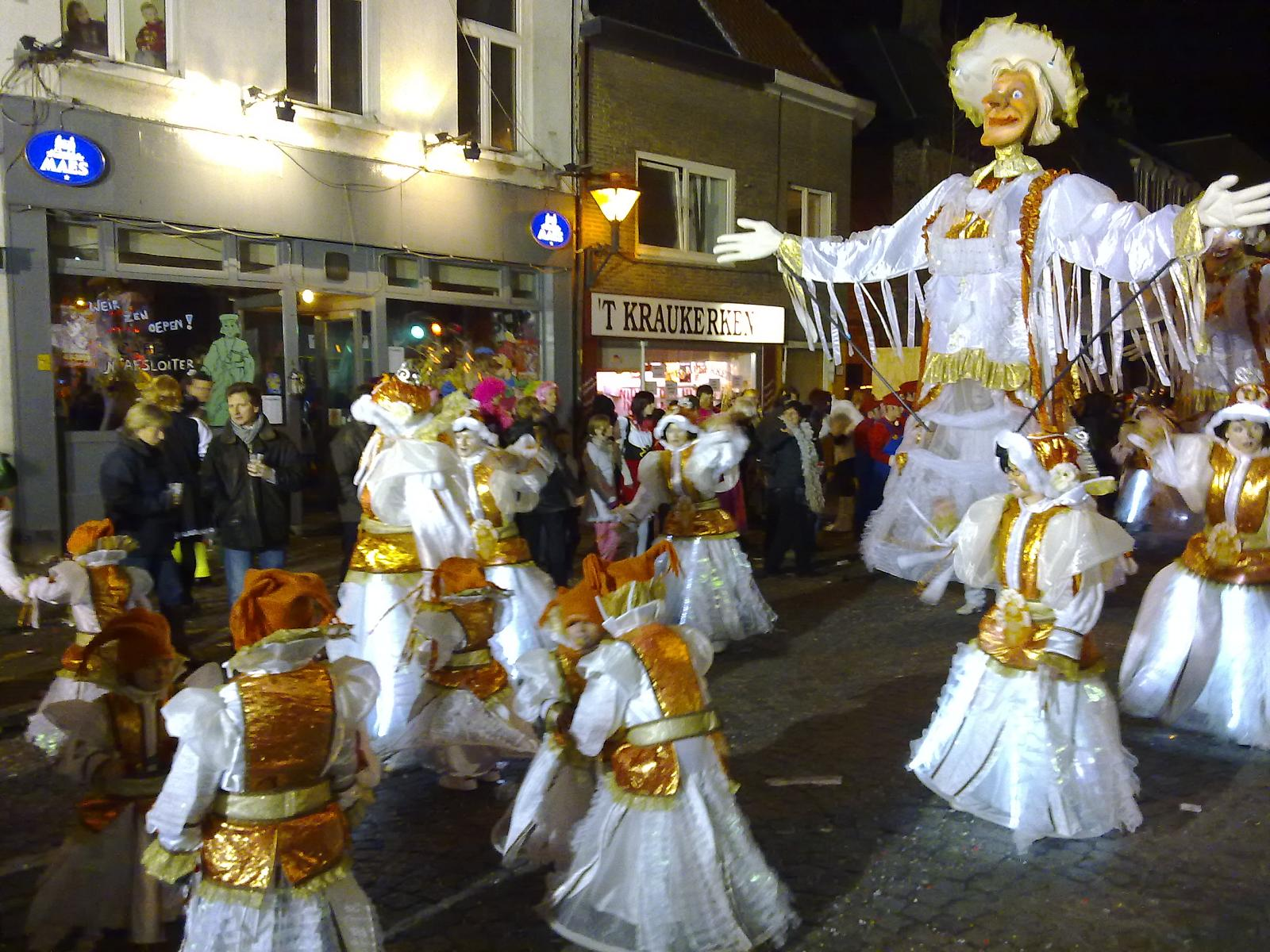
Karnawał w Aalst, 2009

Karnawał w Aalst – doroczne wydarzenie muzyczno-taneczne, organizowane w Aalst w Belgii przez trzy ostatnie dni karnawału.
W 2010 roku karnawał w Aalst został wpisany na listę niematerialnego dziedzictwa UNESCO, z której został wykreślony w 2019 roku z powodu rzekomych elementów rasistowskich i antysemickich.

## Historia
Najstarsza wzmianka o karnawale w Aalst pochodzi z 1432 roku. W pochodzie karnawałowym brały udział figury olbrzymów, jak również figura konia Bayarda – bohatera legend o Karolu Wielkim. Pod koniec XIX wieku, gdy tradycja karnawałowa we Flandrii zaczęła stopniowo zanikać, karnawał w Aalst cieszył się nieprzerwanym powodzeniem. Od 1923 roku karnawał organizowany jest przez specjalny komitet. Typowe dla tradycji karnawałowej w Aalst jest używanie miejscowego dialektu oraz śpiewanie pieśni karnawałowych – w latach 1960–2008 powstało ponad 3000 takich utworów.

## Przebieg
Od 1953 roku, w sobotę – na cztery dni przed ostatkami – książę karnawału otrzymuje klucze do miasta i zostaje symbolicznym burmistrzem Aalst na czas karnawału.
W niedziele odbywa się uroczysty pochód uczestników karnawału przez miasto – w paradzie biorą udział figury olbrzymów, figura Ros Ballatum – miejscowa wersja figury konia Bayarda – oraz tzw. Gilles d'Aalst.
W poniedziałek rano Gilles d'Aalst przeganiają symbolicznie duchy zimy, wykonując taniec z miotłami na głównym placu miasta. Następnie odbywa się Ajuinworp (pol. rzut cebulą), kiedy uczestnicy karnawału próbują złapać Złotą Cebulę. W godzinach popołudniowych odbywa się drugi pochód karnawałowy przez miasto. Zabawa trwa przez całą noc.
We wtorek na ulice miasta wyruszają młodzi mężczyźni przebrani za kobiety tzw. Voil Jeannetten (pol. brudne Żanety). Tradycja Voil Jeannetten została zapoczątkowana w XIX wieku, kiedy to robotnicy, których nie było stać na kupno kostiumu karnawałowego, przebierali się w ubrania żon. Lokalna prasa naśmiewała się z tych przebrań, używając określenia Voil Jeannetten. Voil Jeannetten niosą druciane klatki dla kanarków z suszonym śledziem, abażury i zepsute parasolki, pchając wózki dla dzieci. Wieczorem, na głównym placu miasta, uczestnicy karnawału palą figurę karnawałową na znak końca karnawału.